# Iêmen do Norte nos Jogos Olímpicos de Verão de 1984
O Iêmen do Norte participou dos Jogos Olímpicos de Verão de 1984, realizados em Los Angeles, nos Estados Unidos.